# Gontenschwil
Gontenschwil é uma comuna da Suíça, no Cantão Argóvia, com cerca de 2.093 habitantes. Estende-se por uma área de 9,74 km², de densidade populacional de 215 hab/km². Confina com as seguintes comunas: Leimbach, Oberkulm, Pfeffikon (LU), Reinach, Rickenbach (LU), Schmiedrued, Zetzwil.
A língua oficial nesta comuna é o Alemão.